# Rote Grütze

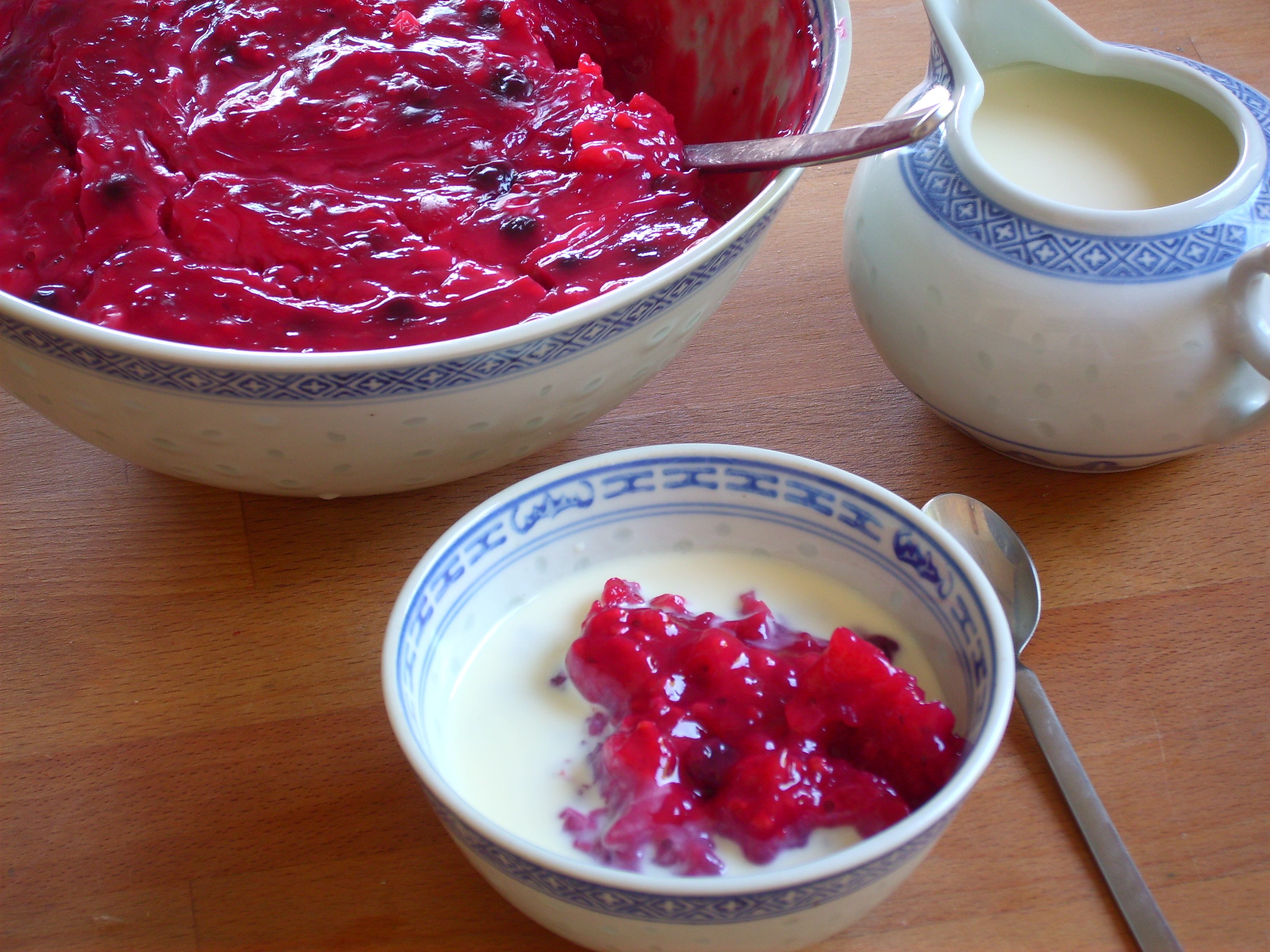
Rote Grütze met vanillesaus

Rote Grütze of rødgrød is een gerecht uit Scandinavië en het noorden van Duitsland. Het is een zoet gerecht waarin verschillende rode vruchten met suiker,  vruchtensap en bindmiddelen gemengd zijn. Het wordt gegeten als dessert met melk of niet te stijf opgeklopte room, of met vanillesaus.
In Centraal Duitsland is een andere variant van "Rote Grütze" bekend, die van vruchtensap, suiker en griesmeel of sago wordt gemaakt. Ook wordt het opgediend als dessert met vanillesaus.
In het Deens heet het gerecht rødgrød med fløde (rode vruchten met room), wat gezien wordt als een Deense tongbreker. Voor niet-Deense sprekers is de uitspraak nagenoeg onmogelijk. Uitspraak rødgrød med flødeⓘ